# Storia dell'Egitto tulunide
Nell'868 il turco Aḥmad b. Ṭūlūn fu incaricato dal proprio patrigno Bayākbāk d'incassare in sua vece i tributi che la gerarchia turca dominante nella corte califfale di Sāmarrāʾ gli aveva attribuito.
Ibn Ṭūlūn invece si ritagliò un proprio potere personale e, grazie a un esercito composto dai più svariati elementi etnici, avviò una politica personale che fa parlare legittimamente dell'Egitto come del primo Stato nazionale distaccatosi dalla Umma islamica, dal momento che gli Aghlabidi d'Ifrīqiya e i Tahiridi del Khorāsān costituivano una dinastia governatoriale sottoposta al controllo califfale.
L'Egitto conobbe con i Tulunidi un sensibilissimo risveglio economico e culturale che portò all'ampliamento dei Fusṭāṭ/al-ʿAskar con la costruzione di al-Qatāʾīʿ in cui faceva bella mostra di sé la grande moschea che di Ibn Ṭūlūn porta ancor oggi il nome. Ibn Ṭūlūn sembra essere stato uno dei sovrani più illuminati nella lunga storia dell'Egitto: migliorò l'irrigazione, fece una riforma fiscale nell'interesse dei contadini e, in generale, sostenne lo sviluppo economico nei suoi domini. Si dice che Ibn Ṭūlūn ricavasse 4 milioni di dinari all'anno e, quando trasmise l'Egitto ai suoi discendenti, lasciò 10 milioni di dinari nel tesoro.
I discendenti di Ibn Ṭūlūn non furono però all'altezza del loro eponimo e disfecero quanto di buono aveva fatto Ibn Ṭūlūn. Lo stato di virtuale bancarotta in cui ridussero l'Egitto portò alla caduta della dinastia dei Tulunidi nel 905; dopodiché gli Abbasidi ripresero il controllo della provincia.

## Dinastia tulunide
Ahmad ibn Tulun  (868-884)

Abū l-Jaysh Khumārawayh (884-896) 

Abū l-ʿAsākir Jaysh (896)

Abū Mūsà Hārūn (896-904)

Abū l-Manāqib Shaybān (904)